# Барак-кан Чагатајски
Барак-кан или Берак-кан  (умро 1271, Бухара) је био праунук кана Чагатаја, сина Џингис-кана. Био је чагатајски кан од 1266. године до своје смрти. Био је други чагатајски кан, после Мубарак-шаха, који је примио ислам. Од његове владавине престоница каната је Бухара.

## Пре доласка на власт
Године 1251. његов отац је протеран из Чагатајског каната, па је Барак одрастао у логору Кублај-кана. Марко Поло га помиње као гувернера Бухаре у време кад су његови отац и стриц Николо и Матео Поло боравили у том граду од 1262. до 1265. године. Међутим, информације о том периоду су контрадикторне и врло непоуздане. Чињеница је да је тада био савезник Мубарак-шаха, који је вероватно утицао на њега да прими ислам. Приликом примања ислама узео је име Гијас ад-Дин Барак.

## Чагатајски кан
После смрти кана Алгуа, Кублај-кан га је поставио за чагатајског кана, 1266. године. Чагатајски канат је тада обухватао Трансоксијану и средњу Азију, укључујући и област настањену узбечким Татарима. Барак је морао војском да преузме власт, пошто ју је уграбио легитимни наследник и његов доскорашњи савезник, Мубарак-шах. Готово одмах након победе над њим, нови кан је, пребацивши престоницу у Бухару, одбацио врховну власт Великог Кана и окупирао Туркестан, који су до тада заједно контролисали. Међутим, нови кан се овим чином нашао у тешкој ситуацији, пошто је наследио рат са Каидуом, господаром јужног Сибира и поглаваром династије Огатај. Пошто је Каиду био и Кублајев непријатељ, Велики Кан је 1268. године признао Барака за сувереног чагатајског кана.

## Рат са Каидуом
У међувремену, Барак је поразио Каидуа на Сир Дарји, али је касније, када се у рат укључила и Златна хорда, и сам био поражен у бици код Кучанда. Чагатајски кан потом, преко Самарканда, бежи у Бухару. Потом је Каиду, угрожен војскама Кублај-кана био приморан да тражи мир, који је Барак под притиском амира и прихватио. Мировним споразумом, склопљеним најкасније 1269. године, легитимни кан је добио две трећине Туркестана, док су осталу трећину поделили Каиду и Мунглетемур, кан Златне хорде. Ни једна страна није завладала градовима, који су потпали под власт амира. Међутим, то није био крај Баракових сукоба са Каидуом, пошто је легитимни кан непрестано покушавао да освоји Самарканд и Бухару.

## Пролазак браће Поло
Током његове владавине кроз Чагатај канат су прошла браћа Поло, при повратку из Кине. Године 1267. Кублај-кан их је послао у Европу са писмом за папу Климента IV, састављеним на туркијском, у ком Велики Кан моли папу да му пошаље 100 најученијих људи да његове људе упознају са хришћанством и учењима са запада, као и да му пошаље уље из светиљке са Светог гроба у Јерусалиму. Како би браћа на овом путу имала сваку могућу испомоћ, Кублај-кан их опрема златном плочицом на којој пише:
Силом вечног неба, нека се свети име Велико Кана. Нека онај ко га не поштује буде погубљен.
Златна плочица представљала је пропусницу изузетне вредности и путницима је омогућавала да унутар поседа Великог Кана добијају коње, преноћиште, храну и водиче, у складу са њиховим потребама. Браћа су стигла у Европу тек 1269. године.

## Хорасански рат
Године 1269/1270. Барак и Каиду су склопили савез против Илканата, југозападног суседа Чагатајског каната. Барак је потом упао у Хорасан и завладао једним делом те области. Илкан Абака је 1270. године у ту област послао свог сина Аргуна, са великом војском. Барак је, на вест о овоме, окупио велики број коњаника и 19. јула се улогорио на Аму Дарји, 15 km од Аргунове војске. Дана 22. јула је код Херата дошло до жестоке битке у којој је Баракова војска потучена и уз страховит покољ потиснута преко реке.

## Смрт и карактер
Приликом бега, Барак је пао с коња и тешко се повредио, поставши непокретан. У међувремену, у Бухари је избио устанак, можда предвођен Мубарак-шахом, који је кан, уз велике муке, у крви угушио. Током устанка, Каиду му је, наводно, послао војску у помоћ, која је и после гушења устанка наставила да се приближава, са циљем да га свргне или чак убије. Међутим, Барак је умро и пре тога од ране добијене у бици код Херата. После његове смрти 1271. године, Каиду преузима сву власт у канату.
Марко Поло га назива обазривим и храбрим човеком.

## Породично стабло
|  |                            |  |  |  |  |  |  |  |  |  |  |  |  |  |  |  |
|  | 16. Џингис-кан, Велики Кан |  |  |  |  |  |  |  |  |  |  |  |  |  |  |  |
|  |                            |  |  |  |  |  |  |  |  |  |  |  |  |  |  |  |
|  |                            |  |  |  |  |  |  |  |  |  |  |  |  |  |  |  |
|  | 8. Чагатај, чагатајски кан |  |  |  |  |  |  |  |  |  |  |  |  |  |  |  |
|  |                            |  |  |  |  |  |  |  |  |  |  |  |  |  |  |  |
|  |                            |  |  |  |  |  |  |  |  |  |  |  |  |  |  |  |
|  | 17. Борте                  |  |  |  |  |  |  |  |  |  |  |  |  |  |  |  |
|  |                            |  |  |  |  |  |  |  |  |  |  |  |  |  |  |  |
|  |                            |  |  |  |  |  |  |  |  |  |  |  |  |  |  |  |
|  | 4. Мутуген                 |  |  |  |  |  |  |  |  |  |  |  |  |  |  |  |
|  |                            |  |  |  |  |  |  |  |  |  |  |  |  |  |  |  |
|  |                            |  |  |  |  |  |  |  |  |  |  |  |  |  |  |  |
|  | 2. Јесу-Нтоа               |  |  |  |  |  |  |  |  |  |  |  |  |  |  |  |
|  |                            |  |  |  |  |  |  |  |  |  |  |  |  |  |  |  |
|  |                            |  |  |  |  |  |  |  |  |  |  |  |  |  |  |  |
|  | 1. Барак-кан               |  |  |  |  |  |  |  |  |  |  |  |  |  |  |  |
|  |                            |  |  |  |  |  |  |  |  |  |  |  |  |  |  |  |
|  |                            |  |  |  |  |  |  |  |  |  |  |  |  |  |  |  |